# Дери, Микша
Ми́кша Де́ри (венг. Déri Miksa; также Максимилиа́н Де́ри (нем. Maximilian Déri), при рождении Ми́кша Дойч (венг. Deutsch Miksa; нем. Miksa Deutsch и Maximilian Deutsch); 1854—1938) — венгерский инженер-электрик, изобретатель, один из разработчиков трансформатора.

## Биография
Родился 27 октября 1854 года в городе Бач, королевство Венгрия (ныне на территории Сербии). В 1877-м окончил Венский технический университет, где изучал гидравлику. С 1878 по 1882 год принимал участие в проекте по регулированию течения рек Дунай и Тиса. Одновременно изучал электротехнику и с 1882 года работал в компании Ganz в Будапеште, сначала инженером, затем — директором.
В 1883-м Дери сконструировал однофазный генератор с самовозбуждением от механического выпрямителя на валу генератора. В 1885 году он совместно с Кароем Циперновским и Отто Блати получил патент на трансформатор с замкнутым магнитопроводом; трансформатор, который первоначально назывался вторичным генератором, механически был построен в соответствии с обратным принципом современных трансформаторов: катушки проводников наматывались вокруг твёрдого ядра, состоящего из немагнитного материала, поверх которого укладывались толстые слои железной проволоки, образуя ферромагнитную оболочку. Благодаря компании Ganz & Cie это устройство распространилось по всему миру.
В 1889 году Микша Дери был принят в Международное электрическое общество (Internationalen Elektricitäts-Gesellschaft (IEG)) в Вене, где он технически оборудовал и организовал работу паротурбинной электростанции на Энгертштрассе, которая была построена в 1890-м. Вместе с тем 2 июня 1893 года он стал председателем Общества императора Франца Иосифа I (Gesellschaft Kaiser Franz Joseph I). В 1891-м в IEG поступил заказ на электрификацию расположенного на острове Корфу дворца Ахиллион, принадлежавшего императрице Австро-Венгрии Елизавете; Дери возглавил этот проект. 28 октября 1893 года учёного в знак признания его заслуг приняли в качестве члена в совет директоров IEG. С 1908 по 1922 год он также входил в совет директоров Union-bank в Вене.
С 1898 по 1902 год Микша Дери работал над компенсированной машиной постоянного тока. В 1904-м он запатентовал коллекторный репульсионный электродвигатель, который был назван его именем.
Микша Дери умер в Мерано 3 марта 1938 года. В акте гражданского состояния в муниципалитете Мерано он значится как Дери Массимилиано, инженер, 83 лет.

## Награды и почести
- Ehrenmitglied des Ungarischen Elektrotechnischen Vereins (почётный член Венгерской электротехнической ассоциации)[1]
- Ehrenmitglied des Elektrotechnischen Vereins in Wien (почётный член Электротехнической ассоциации Вены)[1]
- königlich ungarischer Hofrat (королевский венгерский советник)[9]
- Ehrendoktor der technischen Wissenschaften der k.k. Deutschen Technischen Hochschule Brünn (почётный доктор технических наук Немецкого технического университета в Брно) (4 октября 1910)[9]